# Gruppo Lambertini

Il Gruppo Lambertini nel 1972.
Da sinistra: C. Lotti, F. de Miranda, G. Ceradini, (R. Morandi), (G. Galli), F. Leonhardt, G. Borghese, G. Lambertini, C. Pandolfi.

Il Gruppo Lambertini prende il nome dall'Ing. Guido Lambertini che promosse e coordinò un gruppo di ingegneri per partecipare al Concorso internazionale di idee per il Ponte sullo stretto di Messina bandito dal Ministero dei lavori pubblici nel 1969.
Il Gruppo presentò un progetto di ponte strallato a tre grandi luci (540 m + 1300m + 540m) e campate di riva, che meritò uno dei sei primi premi ex aequo.

## Componenti
Del Gruppo facevano parte come membri effettivi: l'Ing. Guido Lambertini (capogruppo), il Prof. Ing. Giulio Ceradini, il Prof. Ing. Fabrizio de Miranda, il Prof. Ing. Carlo Lotti,  il Prof. Ing. Carlo Pandolfi e alcuni consulenti esterni: l'Ing. Enzo Beneo, consulente geotecnico e geotettonico, l'Ing. Gianguido Borghese per le relazioni esterne, il Prof. Pietro Caloi, l'Ammiraglio Luigi Di Paola per i problemi di navigazione nello Stretto, e il Prof. Ing. Fritz Leonhardt come esperto di ponti.
Ogni membro del gruppo era a capo di una propria organizzazione (impresa di costruzioni, società di ingegneria, studio professionale, dipartimento universitario) con numerosi specialisti nei rispettivi ambiti che collaborarono al progetto.
All'interno del Gruppo, Guido Lambertini ebbe il ruolo di coordinatore e studiò le attrezzature per la realizzazione, Fabrizio de Miranda elaborò il progetto del ponte strallato, Giulio Ceradini si occupò delle verifiche sismiche, Carlo Lotti e Carlo Pandolfi studiarono il sistema delle fondazioni in mare (sulla cd. "sella" - profondità di ca. 100 m).

## Storia
Dopo il concorso del 1969, e in vista della seconda fase del concorso (che però non si fece mai) riservata ai sei progetti vincitori ex aequo come era stata richiesta dalla commissione giudicatrice per scegliere tra i sei progetti premiati il progetto da realizzare,  Fritz Leonhardt fu cooptato come membro effettivo del gruppo e partecipò attivamente alla seconda edizione del progetto del 1982. Infatti, nel 1982, dopo la costituzione della società concessionaria Stretto di Messina S.p.A., il Gruppo Lambertini presentò a tale società il proprio progetto di ponte strallato aggiornato portando le tre grandi campate rispettivamente a 600 m, 1800 m, 600 m, eliminando in tal modo le pile in acqua delle campate di riva.
Tale progetto aggiornato veniva incontro all'esigenza di offrire una maggior sicurezza alla navigazione nello Stretto.
È interessante notare che, a distanza di alcuni decenni dal concorso, le idee proposte dal gruppo Lambertini sono state realizzate in altri paesi del mondo confermando quindi la fattibilità del progetto. Infatti il sistema di fondazioni del Ponte di Akashi Kaikyō, il ponte più grande del mondo (ultimato nel 1998), è molto simile a quello proposto dal progetto del gruppo Lambertini nel 1969 e, inoltre, tra il 2008 e il 2016 sono stati realizzati ben quattro ponti strallati di luce compresa tra i mille e i millequattrocento metri di luce.